# Венкербец, Леопольд Францевич
Леопольд Францевич Венкербец (2 июня 1926, Свердловск — 25 июля 2009, там же) — советский и российский художник-монументалист. Член Союза художников СССР (с 1965). Работал в паре с художником-монументалистом В.З. Беляевым.

## Биография
Отец, Франц Карлович Венкербец, австрийский военнопленный, 1885 года рождения, был репрессирован, умер в 1939 г. в ИТЛ.
Со своем будущей женой Эмилией Павловной познакомился в Свердловске. Мать Клавдия и родная сестра Леопольда — Розалия были против их союза и даже украли у них паспорта в качестве протеста. В результате, Леопольд и Эмилия были вынуждены переехать в Москву, и далее в Ленинград, где восстановили документы и поженились в 1950 г. В браке родилось двое детей — Людмила и Владимир.
Окончил Свердловское художественное училище в 1945 г., затем Санкт-Петербургскую государственную художественно-промышленную академию им. А. Л. Штиглица по специализации «художественная керамика и стекло» в 1956 году.
Живописец, прикладной художник (декоративных и монументальных произведений из дерева, стекла, мозаики, штукатурки).
Участвовал в выставках с 1957 года. Жил и работал в Свердловске. В молодости дружил в Эрнстом Неизвестным, вместе с которым называли себя «союзом русских студентов и художников».
Преподаватель спецдисциплин в Екатеринбургском художественном училище им. И. Д. Шадра, в детских художественных школах, также в последние годы преподавал живопись в УрФУ.
Любил природу и походы, каждые выходные катался на лыжах и ездил по Уралу.
В 1970 г. побывал в Польше и Чехословакии.
Скончался 25 июля 2009 года в Екатеринбурге. Похоронен на Михайловском кладбище.

## Работы
- Оформление Дворца культуры им. Сталина в Асбесте (1955)
- Роспись ДК Динасового завода в Первоуральске (1955)
- Роспись Дворца культуры Машиностроителей в Невьянске (1958)
- Роспись Театра музыкальной комедии и кинотеатра «Совкино» в г. Свердловске (1962). Это была первая крупная работа в духе того времени в реконструированном здании, техника выполнения — сграффито, выполнены в скупой цветовой гамме, образы стилизованы и декоративны.
- Роспись интерьера театра кукол в Свердловске (1963)
- Оформление дворца культуры «Ровесник» в г. Заречный (1964)
- Рельефы для Дворца культуры Высокогорского железного рудника в г. Нижний Тагил (1966)
- Стела «Пламя революции» (1967), Свердловск.

Совместно с В. Беляевым разработал проект стелы и представил его администрации города. В начале 1967 г. их вызвали в горком и предложили создать стелу за месяц, ко дню пятидесятилетию Советской власти. Художники пытались объяснить, что на создание гранитной стелы потребуется два года, но чиновники настояли на сооружении временного макета в натуральную величину. Венкербец и Беляев расписали в технике гризайли древесностружечную плиту длиной 35 метров и высотой 6 метров. Художники надеялись, что временный макет будет заменен гранитным монументом, но средства не были выделены и стелу демонтировали спустя несколько лет.
- Оформление Дворца культуры машиностроителей в Кургане (1968)
- Росписи интерьеров Свердловского высшего военно-политического танко-артиллерийского училища (1971)
- Оформление фойе Клубно-спортивного комплекса редких и цветных металлов в Верхней Пышме (1971)
- Барельеф «Факел Революции» на фасаде Дворца молодежи в Свердловске (1970)
- Барельеф «Спорт» во Дворце спорта профсоюзов в Свердловске.
- «Былинный Урал» (1987), установленный на южной стороне плотины городского пруда, сделан по мотивам барельефа скульптора П. Шерлаимова. Объект постановлением Главы Екатеринбурга № 1300 от 9 декабря 2000 года внесен в городской перечень монументально-декоративных произведений.